# Haina (Römhild)
Haina – dzielnica miasta Römhild  w Niemczech, w kraju związkowym Turyngia w powiecie Hildburghausen. Do 30 grudnia 2012 samodzielna gmina wchodząca w skład wspólnoty administracyjnej Gleichberge, która dzień później została rozwiązana.